# Luiz Carlos Santos
Luiz Carlos Santos ComMM (Araxá, 26 de maio de 1932 — São Paulo, 31 de janeiro de 2013) foi um administrador, advogado e político brasileiro filiado ao Partido do Movimento Democrático Brasileiro (PMDB). Por São Paulo, foi deputado federal e estadual por dois e três mandatos, respectivamente, além de secretário de Energia Elétrica, Habitação e Negócios Metropolitanos durante os governos Orestes Quércia e Luiz Antônio Fleury Filho. Pela capital homônima, foi vereador.
Exerceu o cargo de ministro extraordinário para coordenação de assuntos políticos no governo Fernando Henrique Cardoso e articulador da emenda pela reeleição.

## Biografia e carreira
Luiz Carlos Santos formou-se em administração de empresas pela FGV e em direito pela Universidade de São Paulo.
Foi vereador em São Paulo, deputado estadual e deputado federal, ambos pelo PMDB (onde permaneceu até 1996). Nos governos de Orestes Quércia e Luiz Antônio Fleury Filho (estado de São Paulo), exerceu os cargos de secretário de Negócios Metropolitanos (1988), Habitação e Desenvolvimento Urbano (1988 a 1990) e Energia e Saneamento (1993 e 1994).
Presidiu, entre 1985 e 1987, a Assembleia Legislativa de São Paulo, o que lhe permitiu exercer interinamente, por seis dias, o cargo de governador.
Em 1996, como deputado federal, Carlos Santos foi admitido pelo presidente Fernando Henrique Cardoso à Ordem do Mérito Militar no grau de Comendador especial.
Em 1998, candidatou-se a vice-governador de São Paulo pelo PFL, na chapa de Paulo Maluf. Derrotado, assumiu a presidência da Furnas Centrais Elétricas, cargo que exerceu de 1999 a 2002.
Anos mais tarde, em 2011, foi um dos fundadores do PSD, presidido pelo ex-prefeito paulistano Gilberto Kassab.
Morreu vítima de infarto, enquanto dormia, deixando a esposa, Maria Aparecida de Faria Santos, duas filhas e três netos.